# Parafronurus
Parafronurus is een geslacht van haften (Ephemeroptera) uit de familie Heptageniidae.

## Soorten
Het geslacht Parafronurus omvat de volgende soorten:
- Parafronurus youi